# Persone di nome Federico/Senza attività specificata
| Questa pagina contiene informazioni ricavate automaticamente dalle voci biografiche con l'ausilio del template Bio e di un bot. L'aggiornamento è periodico e automatico e ricostruisce completamente la pagina. Se manca una persona in questa lista, sei pregato di non aggiungerla, ma accertati piuttosto che la sua voce biografica contenga il template Bio e che i dati anagrafici siano correttamente compilati. Se il template Bio manca, inseriscilo tu stesso o, in alternativa, metti l'avviso {{tmp\|Bio}} che ne segnala la mancanza. Se i dati riportati sono sbagliati, correggi direttamente la voce biografica; le modifiche saranno visibili in questa lista entro pochi giorni. Per chiarimenti vedi il progetto antroponimi. La lista contiene solo le 58 persone che sono citate nell'enciclopedia e per le quali è stato implementato correttamente il template Bio. Pagina aggiornata al 22 giu 2025. |

Questa è una lista di persone presenti nell'enciclopedia che hanno il nome Federico e sono senza attività specificata.

## B(2)
- Federico Bonelli, ex ballerino e direttore artistico italiano (Genova, n. 1978)
- Federico IV di Brunswick-Lüneburg, duca (Celle, n. 1574 - Celle, † 1648)

## D(8)
- Federico IV di Holstein-Gottorp, duca tedesco (Gottorp, n. 1671 - Klissow, † 1702)
- Federico di Baviera-Landshut, duca tedesco (n. 1339 - České Budějovice, † 1393)
- Federico II di Legnica, polacco (Legnica, n. 1480 - Legnica, † 1547)
- Federico Ubaldo della Rovere, duca (Pesaro, n. 1605 - Urbino, † 1623)
- Federico Casimiro di Hanau, conte tedesco (Buchsweiler, n. 1623 - Hanau, † 1685)
- Federico, principe del Galles, duca (Hannover, n. 1707 - St. James's Palace, † 1751)
- Federico Carlo Augusto di Lippe-Biesterfeld, conte tedesco (Biesterfeld, n. 1706 - Friedrichsruh, † 1781)
- Federico IV di Sassonia-Gotha-Altenburg, duca (Gotha, n. 1774 - Gotha, † 1825)

## F(33)
- Federico Fashion Style, parrucchiere e personaggio televisivo italiano (Anzio, n. 1989)
- Federico Fauttilli, ex politico italiano (Priverno, n. 1948)
- Federico di Sassonia-Altenburg, duca (Hildburghausen, n. 1763 - Altenburg, † 1834)
- Federico Carlo di Württemberg-Winnental, duca (Stoccarda, n. 1652 - Stoccarda, † 1697)
- Federico III di Holstein-Gottorp, duca (Castello di Gottorf, n. 1597 - Tönning, † 1659)
- Federico II di Lotaringia, conte († 1026)
- Federico III di Lotaringia, conte († 1033)
- Federico Guglielmo di Sassonia-Meiningen, duca tedesco (Ichtershausen, n. 1679 - Meiningen, † 1746)
- Federico Guglielmo I di Sassonia-Weimar, duca (Weimar, n. 1562 - Weimar, † 1602)
- Federico Antonio Ulrico di Waldeck e Pyrmont, conte (Waldeck, n. 1676 - Bad Arolsen, † 1728)
- Federico II di Anhalt, duca (Dessau, n. 1856 - Ballenstedt, † 1918)
- Federico Guglielmo di Teschen, duca (n. 1601 - Colonia, † 1625)
- Federico di Antiochia, conte (Foggia, † 1256)
- Federico Guglielmo di Meclemburgo-Schwerin, duca tedesco (Grabow, n. 1675 - Magonza, † 1713)
- Federico Adolfo di Lippe-Detmold, conte (Detmold, n. 1667 - Detmold, † 1718)
- Federico d'Assia-Eschwege (Kassel, n. 1617 - Costian, † 1655)
- Federico II di Holstein-Gottorp, duca tedesco (n. 1568 - † 1587)
- Federico di Sassonia-Weimar, duca e militare tedesco (Altenburg, n. 1596 - Fleurus, † 1622)
- Federico Augusto di Nassau-Usingen, duca (Usingen, n. 1738 - Biebrich, † 1816)
- Federico d'Arborea (Castelsardo, n. 1377 - † 1387)
- Federico Casimiro del Palatinato-Zweibrücken-Landsberg, duca (Zweibrücken, n. 1585 - Montigny-Montfort, † 1645)
- Federico di Württemberg-Neuenstadt, duca (Stoccarda, n. 1615 - Neuenstadt am Kocher, † 1682)
- Federico di Verdun, conte (Verdun, † 1022)
- Federico I di Anhalt, duca (Dessau, n. 1831 - Ballenstedt, † 1904)
- Federico I di Saluzzo, marchese italiano (n. 1287 - † 1336)
- Federico II di Lorena, duca († 1213)
- Federico II di Saluzzo, marchese italiano (n. 1332 - † 1396)
- Federico II di Svevia, duca (n. 1090 - Alzey, † 1147)
- Federico III di Lorena, duca († 1302)
- Federico III di Norimberga, conte tedesco († 1201)
- Federico IV di Lorena, duca francese (Gondreville, n. 1282 - Parigi, † 1329)
- Federico IV di Svevia, duca tedesco (n. 1144 - Roma, † 1167)
- Federico V di Svevia, duca (Pavia, n. 1164 - † 1169)

## G(1)
- Federico I Gonzaga, marchese italiano (Mantova, n. 1441 - Mantova, † 1484)

## H(1)
- Federico IV di Zollern, conte germanico

## L(1)
- Federico Luci, grafico e direttore artistico italiano (Sarzana, n. 1953)

## M(1)
- Federico II di Meclemburgo-Schwerin, duca (Schwerin, n. 1717 - Ludwigslust, † 1785)

## R(1)
- Federico Raimo, ex snowboarder italiano (Aosta, n. 1986)

## S(7)
- Federico Sanguigni, regista radiofonico e direttore del doppiaggio italiano (Roma, n. 1930 - Roma, † 2022)
- Federico Guglielmo III di Sassonia-Altenburg, duca tedesco (Altenburg, n. 1657 - Altenburg, † 1672)
- Federico Guglielmo II di Sassonia-Altenburg, duca (Weimar, n. 1603 - Altenburg, † 1669)
- Federico II di Sassonia-Gotha-Altenburg, duca tedesco (Gotha, n. 1676 - Altenburg, † 1732)
- Federico III di Sassonia-Gotha-Altenburg, duca (Gotha, n. 1699 - Gotha, † 1772)
- Federico Savina, fonico e musicista italiano (Torino, n. 1935 - Roma, † 2023)
- Federico Guglielmo di Schleswig-Holstein-Sonderburg-Glücksburg, duca (Königsberg, n. 1785 - Gottorp, † 1831)

## V(2)
- Federico Casimiro Kettler, duca (Mitau, n. 1650 - Mitau, † 1698)
- Federico Guglielmo Kettler, duca (Mitau, n. 1692 - Kippinghof, † 1711)

## W(1)
- Federico I di Württemberg, duca (Mömpelgard, n. 1557 - Stoccarda, † 1608)